# Gangga Island
Gangga Island (o isola di Gangga, spesso trascritta anche come Gangaa) è una minuscola isola nel nord Sulawesi, in Indonesia, nei pressi della Fossa delle Marianne. La città più importante nelle vicinanze è Manado.
È una località turistica della zona, molto amata soprattutto come punto di partenza per immersioni subacquee sia nelle isole vicine di Lehaga, Bangka e Talisei, sia nelle zone costiere del nord Sulawesi, che nel parco marino di Bunaken e nello stretto di Lembeh.
Vi sono due villaggi abitati da pescatori indigeni: Gangga Satu (Satu in Bahasa significa uno) di religione prevalentemente Cristiana e Gannga Dua (che significa due) di religione prevalentemente Musulmana.
Vi è inoltre un Eco-resort turistico.